# Liste des médaillés aux Jeux olympiques de 1900
Cet article liste les athlètes ayant remporté une médaille aux Jeux olympiques d'été de 1900 à Paris (France).

## Sports

### Athlétisme
| Épreuves                    | Or                               | Argent                           | Bronze                           |
| --------------------------- | -------------------------------- | -------------------------------- | -------------------------------- |
| Hommes                      |                                  |                                  |                                  |
| 60 mètres                   | Alvin Kraenzlein États-Unis      | John Walter Tewksbury États-Unis | Stanley Rowley Australie         |
| 100 mètres                  | Frank Jarvis États-Unis          | John Walter Tewksbury États-Unis | Stanley Rowley Australie         |
| 200 mètres                  | John Walter Tewksbury États-Unis | Norman Pritchard Inde            | Stanley Rowley Australie         |
| 400 mètres                  | Maxwell Long États-Unis          | William Holland États-Unis       | Ernst Schultz Danemark           |
| 800 mètres                  | Alfred Tysoe Grande-Bretagne     | John Cregan États-Unis           | David Hall États-Unis            |
| 1500 mètres                 | Charles Bennett Grande-Bretagne  | Henri Deloge France              | John Bray États-Unis             |
| Marathon                    | Michel Théato France             | Emile Champion France            | Ernst Fast Suède                 |
| 110 mètres haies            | Alvin Kraenzlein États-Unis      | John McLean États-Unis           | Frederick Moloney États-Unis     |
| 200 mètres haies            | Alvin Kraenzlein États-Unis      | Norman Pritchard Grande-Bretagne | John Walter Tewksbury États-Unis |
| 400 mètres haies            | John Walter Tewksbury États-Unis | Henri Tauzin France              | George Orton Canada              |
| 3000 mètres steeple (2590m) | George Orton Canada              | Sidney Robinson Grande-Bretagne  | Jacques Chastanié France         |
| 4000 mètres steeple         | John Rimmer Grande-Bretagne      | Charles Bennett Grande-Bretagne  | Sidney Robinson Grande-Bretagne  |
| 5 kilomètres par équipe     | Grande-Bretagne Australie        | France                           | non décernée                     |
| Saut en hauteur             | Irving Baxter États-Unis         | Patrick Leahy Grande-Bretagne    | Lajos Gönczy Hongrie             |
| Saut en hauteur sans élan   | Ray Ewry États-Unis              | Irving Baxter États-Unis         | Lewis Sheldon États-Unis         |
| Saut en longueur            | Alvin Kraenzlein États-Unis      | Meyer Prinstein États-Unis       | Patrick Leahy Grande-Bretagne    |
| Saut en longueur sans élan  | Ray Ewry États-Unis              | Irving Baxter États-Unis         | Émile Torcheboeuf France         |
| Triple saut                 | Meyer Prinstein États-Unis       | James Connolly États-Unis        | Lewis Sheldon États-Unis         |
| Triple saut sans élan       | Ray Ewry États-Unis              | Irving Baxter États-Unis         | Robert Garrett États-Unis        |
| Saut à la perche            | Irving Baxter États-Unis         | Meredith Colket États-Unis       | Carl-Albert Andersen Norvège     |
| Lancer du poids             | Richard Sheldon États-Unis       | Josiah McCracken États-Unis      | Robert Garrett États-Unis        |
| Lancer du disque            | Rudolf Bauer Hongrie             | Frantisek Janda-Suk Bohême       | Richard Sheldon États-Unis       |
| Lancer du marteau           | John Flanagan États-Unis         | Truxton Hare États-Unis          | Josiah McCracken États-Unis      |

### Aviron
| Épreuves     | Or                                   | Argent                           | Bronze                                         |
| ------------ | ------------------------------------ | -------------------------------- | ---------------------------------------------- |
| Hommes       |                                      |                                  |                                                |
| Skiff        | Hermann Barrelet France 7 min 35 s 6 | André Gaudin France 7 min 41 s 6 | Saint George Ashe Grande-Bretagne 8 min 15 s 6 |
| Huit         | États-Unis 6 min 07 s 8              | Belgique 6 min 13 s 8            | Pays-Bas 6 min 23                              |
| Deux barré   | Pays-Bas 7 min 34 s 2                | France 7 min 34 s 4              | France 7 min 57 s 2                            |
| Quatre barré | Allemagne 7 min 11 France 5 min 59   | France 7 min Pays-Bas 6 min 03   | Allemagne 7 min 18 s 2 Allemagne 6 min 05      |

### Croquet
| Épreuves    | Or                        | Argent                  | Bronze                    |
| ----------- | ------------------------- | ----------------------- | ------------------------- |
| Hommes      |                           |                         |                           |
| Une balle   | Gaston Aumoitte France    | Georges Johin France    | Chrétien Waydelich France |
| Deux balles | Chrétien Waydelich France | Maurice Vignerot France | Jacques Sautereau France  |
| Double      | France                    | non décernée            | non décernée              |

### Cyclisme sur piste
| Épreuves             | Or                                 | Argent                                | Bronze                               |
| -------------------- | ---------------------------------- | ------------------------------------- | ------------------------------------ |
| Hommes               |                                    |                                       |                                      |
| Vitesse individuelle | Albert Taillandier France 2 min 52 | Fernand Sanz France                   | John Henry Lake États-Unis           |
| 25 kilomètres        | Louis Bastien France 25 min 36 s2  | Louis Hildebrand France 28 min 09 s 4 | Auguste Daumain France 29 min 36 s 2 |
| course aux points    | Enrico Brusoni Italie 21 pts       | Karl Duill Allemagne 9 pts            | Louis Trousselier France 9 pts       |

### Équitation
| Épreuves                    | Or                                 | Argent                           | Bronze                                |
| --------------------------- | ---------------------------------- | -------------------------------- | ------------------------------------- |
| Hommes                      |                                    |                                  |                                       |
| Saut d'obstacles individuel | Aimé Haegeman Belgique             | Georges van der Poele Belgique   | Louis de Champsavin France            |
| Saut en hauteur             | Dominique Gardères France          | Giovanni Giorgio Trissino Italie | Georges van der Poele Belgique        |
| Saut en longueur            | Constant van Langhendonck Belgique | Giovanni Giorgio Trissino Italie | Jacques de Prunelé France             |
| Carrosses postaux           | Georges Nagelmackers Belgique      | Léon Thome France                | Jean de Neuflize France               |
| Chevaux de selle            | Napoléon Murat France              | Victor Archenoul France          | Robert de Montesquiou-Fézensac France |
| Figures individuelles       | T. Buckaert Belgique               | Field France                     | T. Finet France                       |
| Figures par équipe          | Belgique                           | France                           | Suède                                 |

### Escrime
| Épreuves                              | Or                           | Argent                      | Bronze                        |
| ------------------------------------- | ---------------------------- | --------------------------- | ----------------------------- |
| Hommes                                |                              |                             |                               |
| Fleuret                               | Émile Coste France           | Henri Masson France         | Marcel Boulenger France       |
| Fleuret pour maîtres d'armes          | Lucien Mérignac France       | Alphonse Kirchhoffer France | Jean-Baptiste Mimiague France |
| Épée                                  | Ramon Fonst Cuba             | Louis Perrée France         | Léon Sée France               |
| Épée pour maîtres d'armes             | Albert Ayat France           | Émile Bougnol France        | Henri Laurent France          |
| Épée pour maîtres d'armes et amateurs | Albert Ayat France           | Ramon Fonst Cuba            | Léon Sée France               |
| Sabre                                 | Georges de la Falaise France | Léon Thiébaut France        | Siegfried Flesch Autriche     |
| Sabre pour maîtres d'armes            | Antonio Conte Italie         | Italo Santelli Italie       | Milan Neralic Autriche        |

### Football
| Épreuves | Or | Argent | Bronze |
| -------- | --- | --- | --- |
| Hommes   | | | |
| Football | Grande-Bretagne Upton Park FC James Henry Jones Claude Buckenham William Gosling Alfred Chalk T.E. Burridge William Quash Arthur Turner F.G. Spackman J. Nicholas James Zealley A. Haslam (capitaine) | France RC France (Club Français) (équipe désignée par l'USFSA) Lucien Huteau Louis Bach Pierre Allemane Virgile Gaillard Alfred Bloch Maurice Macaire Eugène Fraysse (capitaine au 1er match, centre droit, membre de la Commission technique supervisant les rencontres) Georges Garnier (capitaine au 2e match, il joue aussi le 1er) Marcel Lambert René Grandjean Fernand Canelle René Ressejac-Duparc Gaston Peltier | Belgique Université de Bruxelles Marcel Leboutte Raul Kelecom Ernest Moreau de Melen Alphonse Renier Gustave Pelgrims (capitaine) Eugène Neefs Eric Thornton (joueur anglais) Albert Delbecque Emile Spannoghe Hendrik van Heuckelum Lucien Londot Camille Van Hoorden |

### Golf
| Épreuves   | Or                         | Argent                            | Bronze                          |
| ---------- | -------------------------- | --------------------------------- | ------------------------------- |
| Hommes     |                            |                                   |                                 |
| Individuel | Charles Sands États-Unis   | Walter Rutherford Grande-Bretagne | David Robertson Grande-Bretagne |
| Femmes     |                            |                                   |                                 |
| Individuel | Margaret Abbott États-Unis | Pauline Whittier États-Unis       | Daria Pratt États-Unis          |

### Gymnastique
| Épreuves         | Or                             | Argent                  | Bronze                        |
| ---------------- | ------------------------------ | ----------------------- | ----------------------------- |
| Hommes           |                                |                         |                               |
| Concours général | Gustave Sandras France 302 pts | Noël Bas France 295 pts | Lucien Démanet France 293 pts |

### Natation
| Épreuves                 | Or | Argent | Bronze |
| ------------------------ | --- | --- | --- |
| Hommes                   | | | |
| 200 mètres               | Frederick Lane Australie 2 min 25 s 2                                                                                           | Zoltan Halmay Hongrie 2 min 31 s 4                                                                              | Karl Ruberl Autriche 2 min 32 s                                                                                           |
| 1000 mètres              | John Arthur Jarvis Grande-Bretagne 13 min 40 s 2                                                                                | Otto Wahle Autriche 14 min 53 s 6                                                                               | Zoltan Halmay Hongrie 15 min 16 s 4                                                                                       |
| 4000 mètres              | John Arthur Jarvis Grande-Bretagne 58 min 24 s                                                                                  | Zoltan Halmay Hongrie 1 H 13 min 55 s 4                                                                         | Louis Martin France 1 H 13 min 8 s 4                                                                                      |
| 200 mètres dos           | Ernst Hoppenberg Allemagne 2 min 47 s                                                                                           | Karl Ruberl Autriche 2 min 56 s 4                                                                               | Johannes Drost Pays-Bas 3 min 2 s 2                                                                                       |
| 200 mètres par équipe    | Allemagne Deutscher Schwimm Verband Berlin Ernst Hoppenberg Max Hainle Julius Frey Max Schöne Herbert von Petersdorff 32 points | France Tritons Lillois Maurice Hochepied Victor Hochepied Joseph Bertrand Jules Verbecke Victor Cadet 51 points | France Pupilles de Neptune de Lille René Tartara Louis Martin Désiré Merchez Georges Leuillieux Philippe Houben 61 points |
| 200 mètres avec obstacle | Frederick Lane Australie2 min 38 s 4                                                                                            | Otto Wahle Autriche 2 min 40 s                                                                                  | Peter Kemp Grande-Bretagne 2 min 47 s 7                                                                                   |
| Nage sous l'eau          | Charles de Vendeville France 1 min 8 s 4 pour 60 metre soit 188,4 points                                                        | André Six France 1 min 5 s 4 60 metre soit 125,4 points                                                         | Peder Lykkeberg Danemark 1 min 30 s pour 28,50 metre soit 147,points                                                      |

### Pelote basque
| Année | Or                                        | Argent                              | Bronze       |
| ----- | ----------------------------------------- | ----------------------------------- | ------------ |
| 1900  | Espagne Francisco Villota José de Amézola | France Maurice Durquetty Etchegaray | Non décernée |

### Polo
| Épreuves | Or | Argent                                                                                                | Bronze |
| -------- | --- | --- | --- |
| Hommes   | | | |
| Polo     | Équipe mixte John Beresford (GBR) Denis St. George Daly (GBR) Foxhall Parker Keene (USA) Frank MacKey (USA) Sir Alfred Rawlinson (GBR) | Équipe mixte Walter Buckmaster (GBR) Frederick Freake (GBR) Jean de Madre (FRA) Walter McCreery (USA) | Équipe mixte Robert Fournier-Sarlovèze (FRA) Frederick Agnew Gill (GBR) Maurice Raoul-Duval (FRA) Édouard de Rothschild (FRA) |
| Polo     | Équipe mixte John Beresford (GBR) Denis St. George Daly (GBR) Foxhall Parker Keene (USA) Frank MacKey (USA) Sir Alfred Rawlinson (GBR) | Équipe mixte Walter Buckmaster (GBR) Frederick Freake (GBR) Jean de Madre (FRA) Walter McCreery (USA) | Équipe mixte Eustaquio Escandón (MEX) Manuel de Escandón (MEX) Pablo de Escandón (MEX) Guillermo Hayden Wright (USA)          |

### Rugby
| Épreuves | Or     | Argent    | Bronze          |
| -------- | ------ | --------- | --------------- |
| Hommes   |        |           |                 |
| Rugby    | France | Allemagne | Grande-Bretagne |

### Tennis
| Épreuves | Or                               | Argent                         | Bronze                                                         |
| -------- | -------------------------------- | ------------------------------ | -------------------------------------------------------------- |
| Hommes   |                                  |                                |                                                                |
| Simple   | Hugh Doherty Grande-Bretagne     | Harold Mahoney Grande-Bretagne | Reginald Doherty Grande-Bretagne Arthur Norris Grande-Bretagne |
| Double   | Grande-Bretagne                  | États-Unis France              | Grande-Bretagne France                                         |
| Femmes   |                                  |                                |                                                                |
| Simple   | Charlotte Cooper Grande-Bretagne | Hélène Prévost France          | Marion Jones États-Unis Hedwig Rosenbaum Bohême                |
| Mixte    |                                  |                                |                                                                |
| Double   | Grande-Bretagne                  | France Grande-Bretagne         | Bohême Grande-Bretagne États-Unis                              |